# Rafael Heliodoro Valle
Rafael Heliodoro Valle (Tegucigalpa, 3 luglio 1891 – Città del Messico, 29 luglio 1959) è stato un giornalista, diplomatico e storico honduregno.
Entrò nel corpo diplomatico honduregno, ricoprendo le cariche di console a Mobile (Stati Uniti, 1914) e poi in Belize (1915). Dedicò la sua vita alla ricerca universitaria, scrivendo 76 libri su vari argomenti.
Nel 1940, vinse il Premio Maria Moors Cabot per la sua opera di diffusione della cultura in America Latina. Nel 1948, fu fra i membri fondatori della nuova Accademia Honduregna della Lingua. Dal 1949 al 1956, fu Ambasciatore dell'Honduras presso gli Stati Uniti d'America.
Ricevette postuma l'Ordine dell'Aquila azteca, per ordine del Presidente messicano Adolfo López Mateos, in segno di stima per la passione di Valle per il Paese centroamericano.